# Папа Фрања
Папа Фрања (Буенос Ајрес, 17. децембар 1936 — Ватикан, 21. април 2025), рођен као Хорхе Марио Бергоглио (шп. Jorge Mario Bergoglio), био је поглавар Католичке цркве и суверене државе Ватикан од 13. марта 2013. до своје смрти 2025. године. Био је први папа из Друштва Исусовог (језуитски ред) и први неевропљанин од сиријског папе Гргура III из 8. века.
Рођен у Буенос Ајресу, у Аргентини, Бергоглио је био инспирисан да се придружи језуитима 1958. године након опоравка од тешке болести. За католичког свештеника је рукоположен 1969. године; од 1973. до 1979. године био је језуитски провинцијски старешина у Аргентини. Постао је надбискуп Буенос Ајреса 1998. године, а папа Јован Павле II га је 2001. године именовао за кардинала.
Након оставке папе Бенедикта XVI 28. фебруара 2013. године, папска конклава је 13. марта изабрала Бергоглија за његовог наследника. Изабрао је име Фрања као своје папско име у част Фрање Асишког. Током свог јавног живота, Фрања је био познат по својој скромности, истицању Божје милости, међународној видљивости, бризи за сиромашне и посвећености међурелигијском дијалогу. Био је познат по мање формалном приступу папству него његови претходници, на пример, бирајући да борави у гостинској кући уместо у папским апартманима Апостолске палате које су користили претходне папе.
Фрања је учинио жене пуноправним члановима дикастерија у Римској курији. Он је тврдио да Католичка црква треба да буде саосећајнија према члановима ЛГБТ+ заједнице и изјавио да, иако благослови истополних заједница нису дозвољени, појединци могу бити благословени све док се благослови не дају у литургијском контексту. Фрања је био критичар неограниченог капитализма, конзумеризма и прекомерног развоја; акцију против климатских промена је учинио водећим фокусом свог папства. Он је осуђивао смртну казну као суштински злу, наводећи да је Католичка црква посвећена њеном укидању. У међународној дипломатији, Фрања је критиковао успон десничарског популизма, позивао на декриминализацију хомосексуалности, помогао у обнављању пуних дипломатских односа између Сједињених Држава и Кубе, преговарао је о споразуму са Кином како би се дефинисао утицај Комунистичке партије на именовање кинеских бискупа и подржавао питање избеглица. Назвао је заштиту миграната „дужношћу цивилизације“ и критиковао антиимиграциону политику, укључујући и политику председника САД Доналда Трампа. Године 2022, извинио се због улоге Цркве у „културном геноциду“ канадских староседелачких народа. Фрања је сазвао Синоду о синодалности 2024, скупштину бискупске синоде, што је описано као кулминација његовог папства и најважнији догађај у Католичкој цркви од Другог ватиканског сабора.
Папа Фрања је преминуо у 88. години живота рано ујутро 21. априла 2025. године, на Ускршњи понедељак. У недељама пре смрти, лечен је од хроничне болести плућа - укључујући респираторну кризу и упалу плућа. Последњи пут се појавио у јавности дан раније, на Ускрс.

## Биографија
Папин отац, Хосе Марио Франсиско Бергоглио (шп. José Mario Francisco Bergoglio, итал. Mario Giuseppe Francesco Bergoglio), је из места Портакомаро код Астија у италијанском региону Пијемонт емигрирао у Аргентину, где је нашао посао на железници. У децембру 1935. оженио се Ређином Маријом Сивори (шп. Regina Maria Sivori), рођеном у Буенос Ајресу, чији су родитељи такође потицали из Италије. Хорхе Марио Бергоглио имао је два млађа брата и две млађе сестре: Алберта Хорасија, Оскара Адријана, Марту Ређину и Марију Елену. У погледу матерњег језика, папа је до смрти владао италијанским дијалектом области око Портакомара и познавао песме емиграната.
Поред италијанског, папа Фрања је течно говорио шпански и немачки. Служио се и енглеским и француским, а по свој прилици и португалским језиком. Поред тога, за време својих универзитетских студија учио је и латински и старогрчки.
Преферирао је дела Фридриха Хелдерлина, Хорхеа Луиса Борхеса и Фјодора Михајловича Достојевског. Ценио је филмове италијанског неореализма. Папа Фрања је био љубитељ фудбала, навијач и почасни члан аргентинског прволигаша Сан Лоренсо де Алмагро. Поред аргентинског имао је и италијанско држављанство. Уз то, пошто је изабран за кардинала добио је и ватиканско држављанство.

### Студије, рукоположење и верске активности
Бергоглио је после школовања дипломирао као хемијски техничар. Ступио је 1958. у језуитски ред и најпре студирао хуманистичке науке у Чилеу, а после свог повратка у Буенос Ајрес филозофију (завршио 1960) и теологију (завршио 1970) на Теолошком факултету Колехио Максимо Сан Хосе у Сан Мигелу. Због своје крупне грађе и добре физичке спреме, као студент је хонорарно радио као избацивач у ноћном клубу у Буенос Ајресу.
Теолошки га је обликовао, између осталог, Лусио Гера, један од отаца теологије ослобођења, кога је звао својим учитељем. Примио је 13. децембра 1969. сакрамент рукоположења од надбискупа Рамона Хосеа Кастељаноа. Након тога отишао је у Шпанију ради свог терцијата.
Од 1973. радио је као магистер новака и доцент теологије на високој школи у Сан Мигелу. Исто тако је 1973. био провинцијал аргентинске провинције језуитског реда. Упражњавао је ово место до 1979. Од те године до 1986. као ректор био је на челу теолошког факултета у Сан Мигелу. Након тога одлази на истраживачки боравак у Филозофско-теолошку високу школу Светог Георгија у Франкфурту на Мајни коју су држали језуити. Пројекат докторске дисертације остао је, међутим, недовршен.
После тога је радио као духовни сарадник у Кордоби. Приликом боравка у Немачкој 80-их година 20. века данашњи папа је дошао у ходочасну цркву Св. Петра у Перлаху у Аугзбургу. Упознавши се тамо са милосном сликом Марије Чворорешитељке, донео је њене копије у свој завичај Аргентину, а са сликом и култ обожавања исте у Јужну Америку

### Односи са аргентинском владом
Бергоглио је у медијима оптуживан за умешаност у отмицу двојице свештеника које је он разрешио непосредно пре њиховог нестанка. Саму отмицу су извршили припадници аргентинске морнарице за време диктатуре маја 1976. Адвокат за људска права је 2005. поднео кривичну пријаву против Бергоглија, као претпостављеног у Дружби Исусовој Аргентине. Ова жалба није прецизирала природу његове умешаности. Хорхеов бранилац је одлучно негирао све оптужбе. Тужба је на крају одбачена.
Бергоглио није јавно говорио о својој улози за време диктатуре до 2010. године, када је у интервјуу рекао да је крио и штитио неколико жртава прогона у језуитском семинару, али није рекао колико. Испричао је и како је помогао једном младићу, који је на њега личио, да побегне преко бразилске границе тако што му је дао своју личну карту и обукао га у свештеничке хаљине. Тако му је, како је рекао, спасио живот.
Уметник и активиста за људска права Адолфо Перез Ескивел, који је добио Нобелову награду за мир 1980. године, рекао је: „Можда није био храбар као остали свештеници, али никада није сарађивао са диктатуром... Бергоглио није био саучесник диктатуре“. И чланица Сталне скупштине за људска права Грасијела Фернандез Меихиде тврди да не постоји доказ који Бергоглија повезује са диктатуром.

### Бискуп, надбискуп и кардинал
Папа Јован Павле II именовао га је 20. маја 1992. за помоћног бискупа у Буенос Ајресу и титуларног бискупа Ауке. Рукоположио га је надбискуп Буенос Ајреса, Антонио Кварасино (Antonio Quarracino), 27. јуна. Поред њега, консекратори су били и бискуп Мерседес Лухан (Mercedes-Luján), Емилио Огњеновић и апостолски нунције у Аргентини Убалдо Калабреси (Ubaldo Calabresi). Именован је за коадјутора 3. јуна 1997. и наследио кардинала Квараћина после његове смрти 28. фебруара као надбискуп Буенос Ајреса. Истовремено је био бискуп за вернике источног обреда који живе у Аргентини. Именовавши га за кардиналног свештеника, папа Јован Павле II примио га је 2001. у колегијум кардинала са титуларном црквом Сан Роберто Бељармино (San Roberto Bellarmino). Припао је, између осталог, и Конгрегацији за богослужење и сакраменте.
На конклави из 2005. године, на којој је било 115 кардинала који су имали право гласа, Бергоглио је, наводно, према новинским извештајима који су се ослањали на дневничке белешке једног анонимног кардинала, у првом изборном кругу добио 10, у другом 35, а у трећем 40 гласова. После тога се, каже се, одрекао кандидатуре. Изабран је 8. новембра 2005. на три године за председавајућег аргентинске бискупске конференције, а 11. новембра 2005. је потврђен на том месту.
Бергоглиов кардиналски грб носио је мото „Miserando atque eligendo“, у слободном преводу: „бедан, али изабран“. Мото је преузет из хомилије Беде Вененабилиса (672—735), монаха манастира Вермаут у Џероу, аутора егзегетичких, хомилетичких и историјских радова, укључујући и „Црквену историју енглеског народа“. У својој хомилији Беда коментарише пасаж из Јеванђеља (Мт 9,9-13) који се односи на позив апостола Матије, јавног грешника.
Vidit... Iesus publicanum, et quia miserando atque eligendo vidit, ait illi, Sequere me. Sequere autem dixit imitare. Sequere dixit non tam incessu pedum, quam executione morum. Qui enim dicit se in Christo manere, debet sicut ille ambulavit, et ipse ambulare.— Beda, Hom. 22, 2
Видео Исус чиновника [Матију], и стога што му се учинио и вредним жаљења и прикладним, рече му: ‘Следи ме’. ‘Следити’ је, међутим, рекао у смислу ‘подражавати’. ‘Следити’ је рекао не толико у смислу да прати његов покрет стопала, колико у смислу да следи његово понашање. Наиме, онај који каже да истраје у Христа, обавезан је, баш као што се овај прошетао, и сам да иде [за Христом].

## Понтификат
По оставци папе Бенедикта XVI 28. фебруара 2013. године, отпочела је 12. марта 2013. конклава на којој је присуствовало 115 кардинала. Другог дана конклаве, у петом изборном кругу, кардинал Хорхе Марио Бергоглио, кога су због година и променљивог здравља сматрали аутсајдером на избору за папу, добио је двотрећинску већину гласова и изабран је за 266. папу и на тај начин за 265. наследника Светог Петра. За папско име узео је латинско Franciscus (Фрања). Према портпаролу Ватикана, Федерику Ломбардију, редни број I није за употребу све док неки каснији папа не изабере то исто име. Упркос томе, папа Јован Павле I је од почетка стављао је римско „I“ на своје двоструко име.
На првој аудијенцији 16. марта 2013. папа Фрања је изјавио новинарима да је изабрао име у част Светог Фрање Асишког зато што се светац нарочито бринуо за добробит сиромашних. Објаснио им је да га је бразилски кардинал Клаудио Умес (порт. Claudio Hummes), како је постајало јасно током гласања на конклави да ће бити изабран за новог понтифика, загрлио и прошаптао му да не заборави на сиромашне, што га је подсетило на овог свеца.